# 機修工

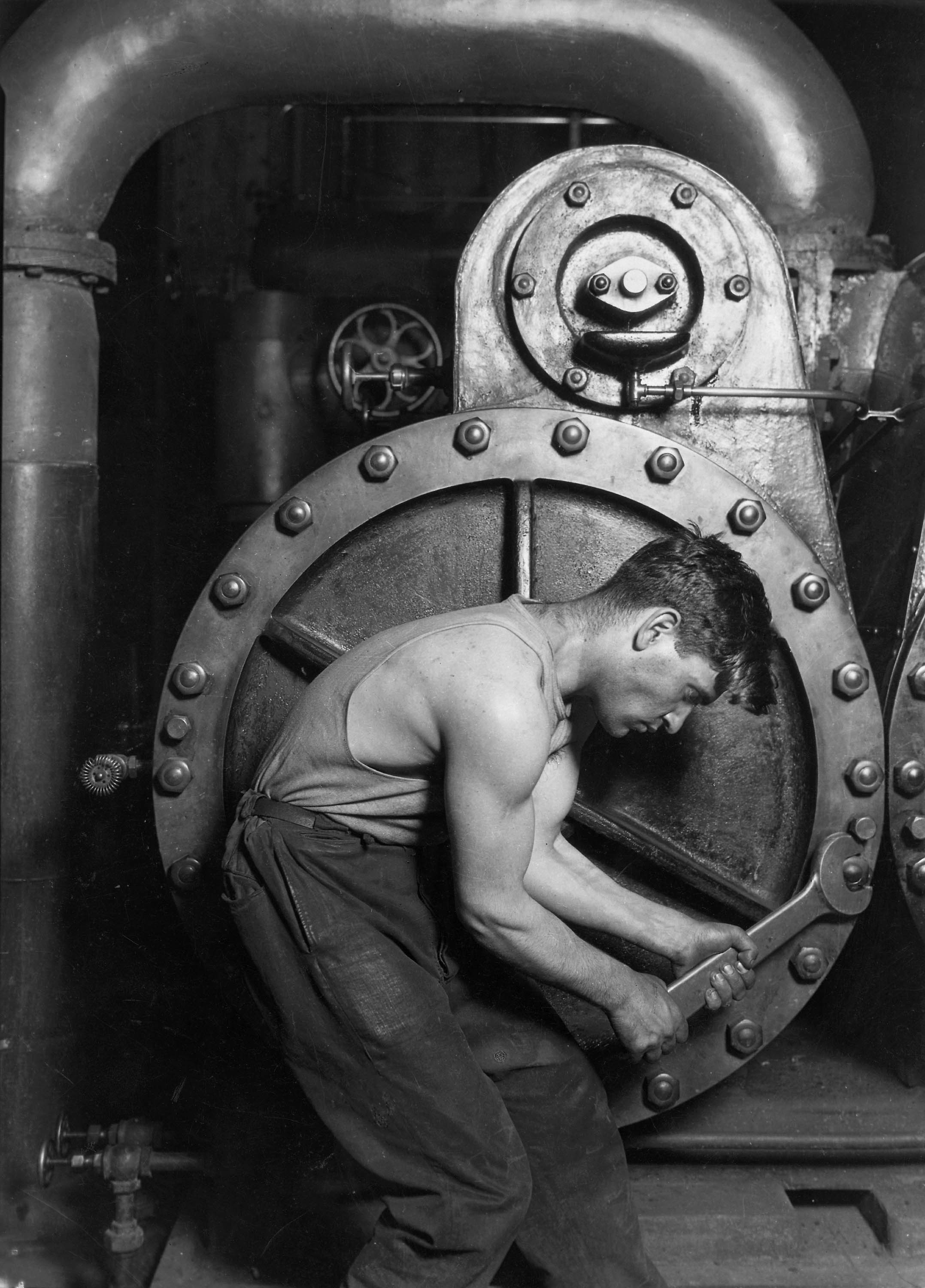
1920年代的一名美國機修工

機修工是指使用工具维护或修理机器的工匠、熟练技工或技术员。大多数機修工基本只擅長某一领域的機器。機修工資質通常由行业协会或政府机构认证。机械师可根据其維修的机器类型分为两类，即重型機修工和轻型機修工。重型機修工主要維修大型机器或重型设备，如拖拉机和拖车，而轻型機修工主要維修较小的機器，如汽车发动机。